# Gnophos gozmanyi
Gnophos gozmanyi là một loài bướm đêm trong họ Geometridae.